# کوه هیلی
کوه هیلی (به انگلیسی: Mount Healy) یک کوه در ایالات متحده آمریکا است که در Denali Borough واقع شده‌است. کوه هیلی ۱٬۷۴۲٫۲۶ متر بالاتر از سطح دریا واقع شده‌است.